# Vlag van Oldeberkoop

Vlag van Oldeberkoop

De vlag van Oldeberkoop is de dorpsvlag van het Nederlandse dorp Oldeberkoop, in de Friese gemeente Ooststellingwerf.
De vlag bestaat uit een blauw veld en toont aan de broeking een staande witte geit met gele hoorns en hoeven. Het beeld van geit Snoesje staat in het centrum op de driesprong. Dit standbeeld is in 1971 geschonken door oudejaarsvereniging De Geitefok. Rechts van de geit is een zwart zwaard geplaatst.

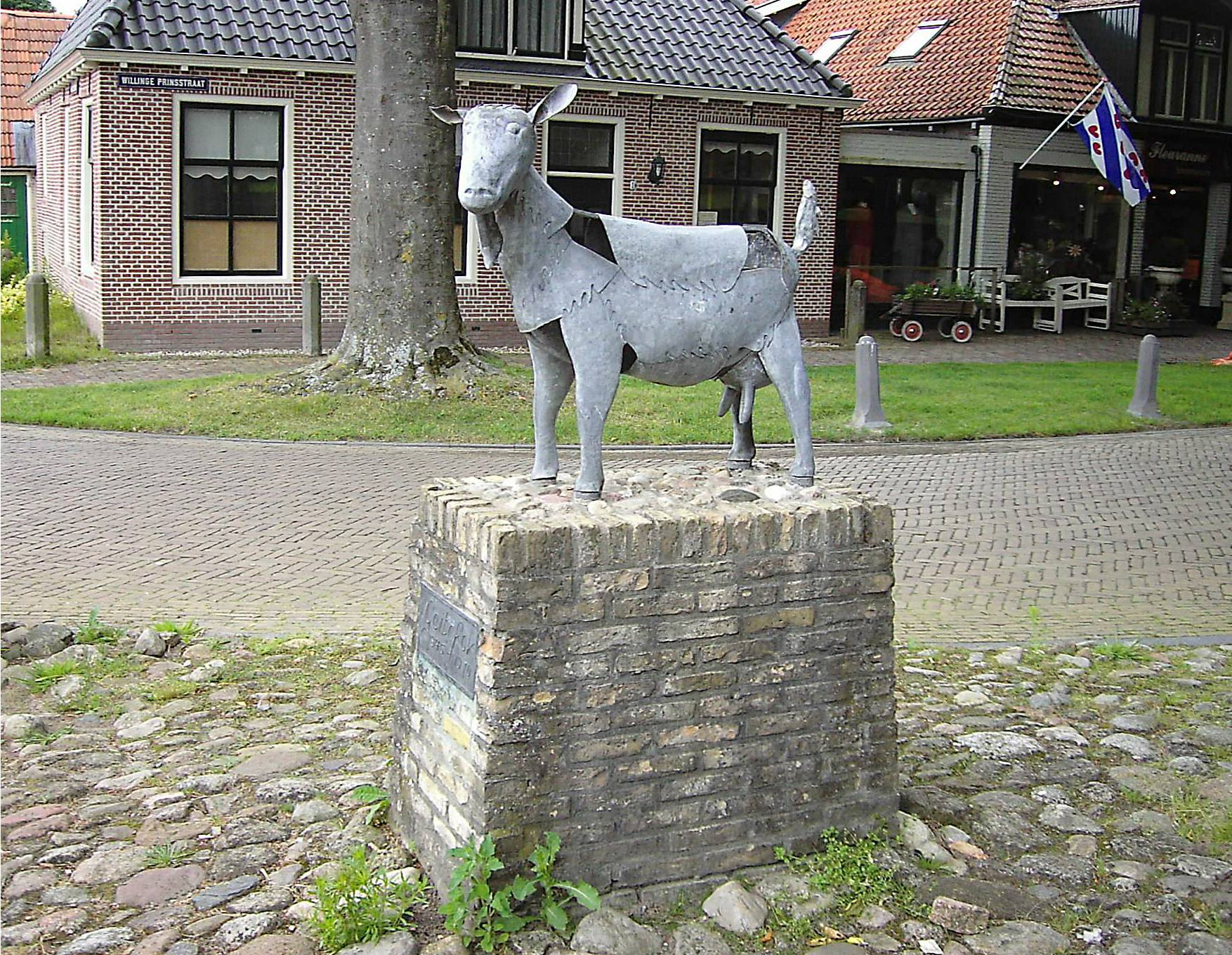
Snoesje van de geitefok